# 7e armée (Frankreich)
Die 7e Armée (deutsch 7. Armee) war ein Großverband des französischen Heeres, der im Ersten und Zweiten Weltkrieg zum Einsatz kam.

## Erster Weltkrieg
Der Verband wurde am 4. April 1915 aus der in den Vogesen eingesetzten Armeeabteilung (Détachement d’armée des Vosges – D.A.V.) gebildet und blieb den gesamten Krieg über an diesem Frontsektor eingesetzt. Erster Kommandant war General Maud’huy. Die 7. Armee nahm unter anderem an den Kämpfen um den Hartmannswillerkopf 1915 teil. Gegen Kriegsende waren ihr auch amerikanische Divisionen unterstellt.

### Oberbefehlshaber 1915–1918
- Gabriel Henri Putz (Détachement d'Armée des Vosges, ab 8. Dezember 1914)
- Louis Ernest de Maud’huy (ab 2. April 1915)
- Étienne de Villaret (ab 3. November 1915)
- Marie-Eugène Debeney (ab 19. Dezember 1916)
- Antoine Baucheron de Boissoudy (ab 4. Mai 1917)
- Georges Louis Humbert (ab 15. Oktober 1918)
- Antoine de Mitry (ab 23. Oktober 1918)

## Zweiter Weltkrieg
Die 7. Armee wurde erneut im September 1939 aufgestellt und während des Westfeldzuges 1940 im Rahmen der französischen 1. Heeresgruppe eingesetzt. Sie bestand aus einer Mechanisierten Infanteriedivision, einer Motorisierten Infanteriedivision und vier Infanteriedivisionen.
Die 7. Armee sollte gemäß dem Dyle-Breda-Plan die Verbindung mit der niederländischen Armee herstellen. Ihr Oberbefehlshaber General Henri Giraud, entschied nach der Inbesitznahme der niederländischen Brücken bei Moerdijk sich auf eine Verteidigung nahe der Küste zwischen Westerschelde vom Ärmelkanal bis Antwerpen einzustellen. Nach starken Angriffen der deutschen 9. Panzer-Division und durch Stukas zog die Armee sich von Breda und Tilburg auf Antwerpen zurück.
Nach der niederländischen Kapitulation und dem deutschen Durchbruch weiter südlich bei Sedan (Schlacht bei Sedan 13.–15. Mai 1940) wurde die Armee nach Süden hinter die Somme zurückgezogen. Aus ihrem linken Flügel wurde hier die 10. Armee gebildet. In der zweiten Phase des Westfeldzugs war sie an der Verteidigung von Paris und Rückzugskämpfen an der Loire beteiligt.
Im Juni 1940 sicherte die 7. Französische Armee durch einen Unterhändler dem Armeeoberkommando 18 unter dem späteren Generaloberst Georg von Küchler die Räumung von Paris zu und räumte die Stadt.
Am 14. Juni zogen Wehrmachtsverbände kampflos in das menschenleer wirkende Paris ein. Damit waren keine strategischen Ziele verbunden.
Nach dem Waffenstillstand (22. Juni 1940) wurde sie aufgelöst. Ihr letzter Befehlshaber Aubert Frère war unter dem Vichy-Regime Militärgouverneur von Lyon und Mitbegründer der Organisation de résistance de l’armée (ORA).